# Andrew Landenberger
Andrew Landenberger (Grafton, 15 de setembro de 1966) é um velejador australiano, medalhista olímpico. Ele competiu nos Jogos Olímpicos de Verão de 1996 na classe Tornado e conquistou a medalha de prata, ao lado de Mitch Booth.
Landenberger começou a construir velas na Austrália sob sua própria marca em 1987. As primeiras velas foram produzidas no chão da sala de seus pais com uma máquina de costura que ele comprou por US$ 50. Em 1989, ele conquistou sua primeira vitória limpa nos campeonatos estadual, nacional e mundial na classe Moth internacional.